# Hurricane Township (comté de Lincoln, Missouri)
Hurricane Township est un ancien township, situé dans le comté de Lincoln, dans le Missouri, aux États-Unis,.
Le township est baptisé en référence à un ancien cours d'eau présent dans ses limites.

### Source de la traduction
- (en) Cet article est partiellement ou en totalité issu de l’article de Wikipédia en anglais intitulé « Hurricane Township, Lincoln County, Missouri » (voir la liste des auteurs).